# Lapp-Nils

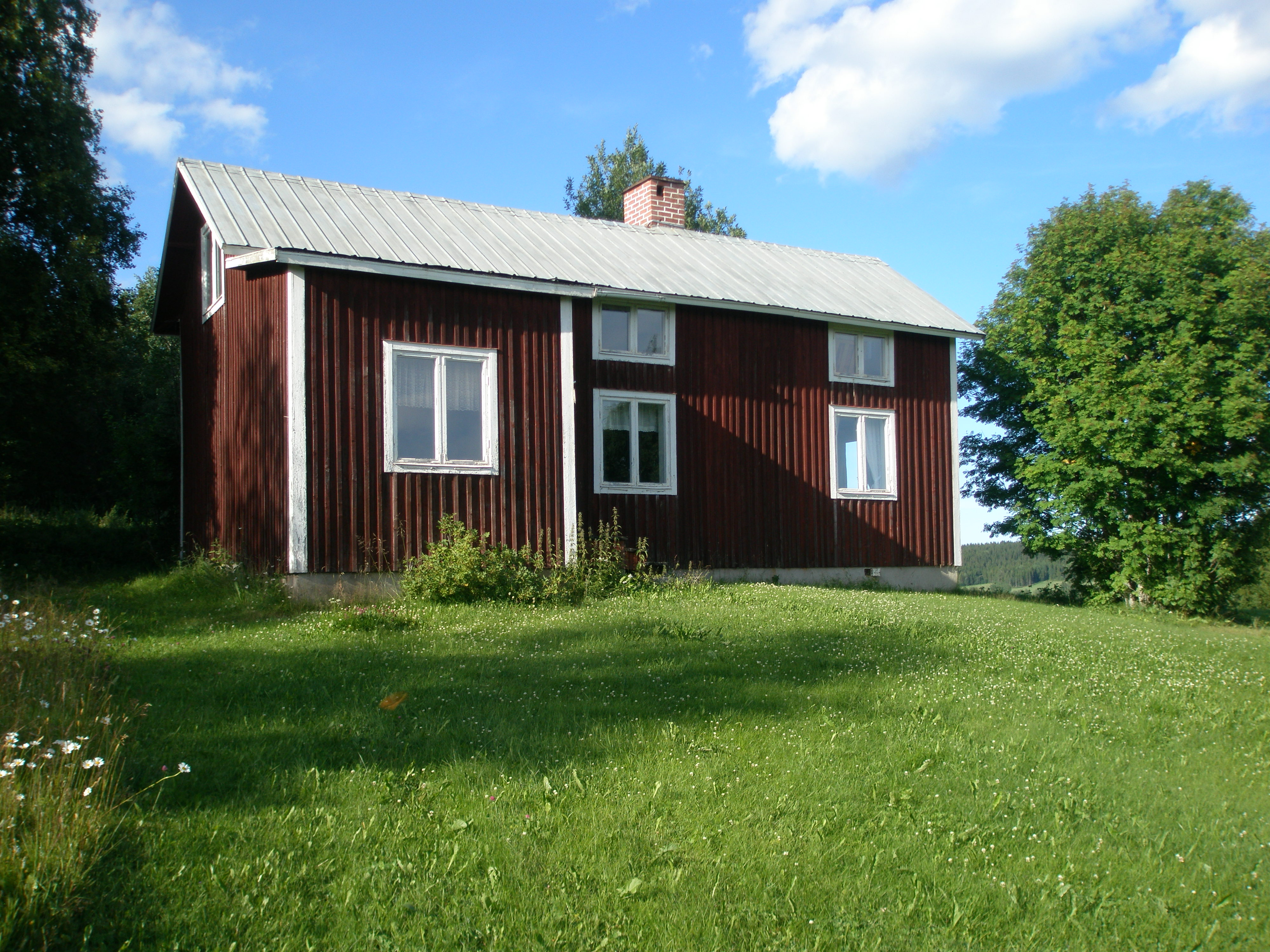
Das Lapp-Nils-Haus in Önet, Offerdal

Lapp-Nils, gebürtig Nils Jonsson (* 8. Mai 1804 in Hallen in der Gemeinde Åre in Jämtland; † 18. April 1870 in Offerdal) war ein schwedischer Volksmusiker und Violinist samischer Abstammung. Lapp-Nils war ein bekannter Komponist von Volkstanzmusik (Polska). Seine Musik wird in Schweden immer noch von vielen Volksmusikern gespielt.
1943 wurde ihm an der Kirche in Offerdal ein Gedenkstein gesetzt.